# Sarracenia alata
Sarracenia alata (лат.) — вид многолетних, насекомоядных растений рода Саррацения (Sarracenia), семейства Саррацениевые (Sarraceniaceae), произрастающий на территории США (Алабама, Луизиана, Миссисипи и Техас).

## Описание

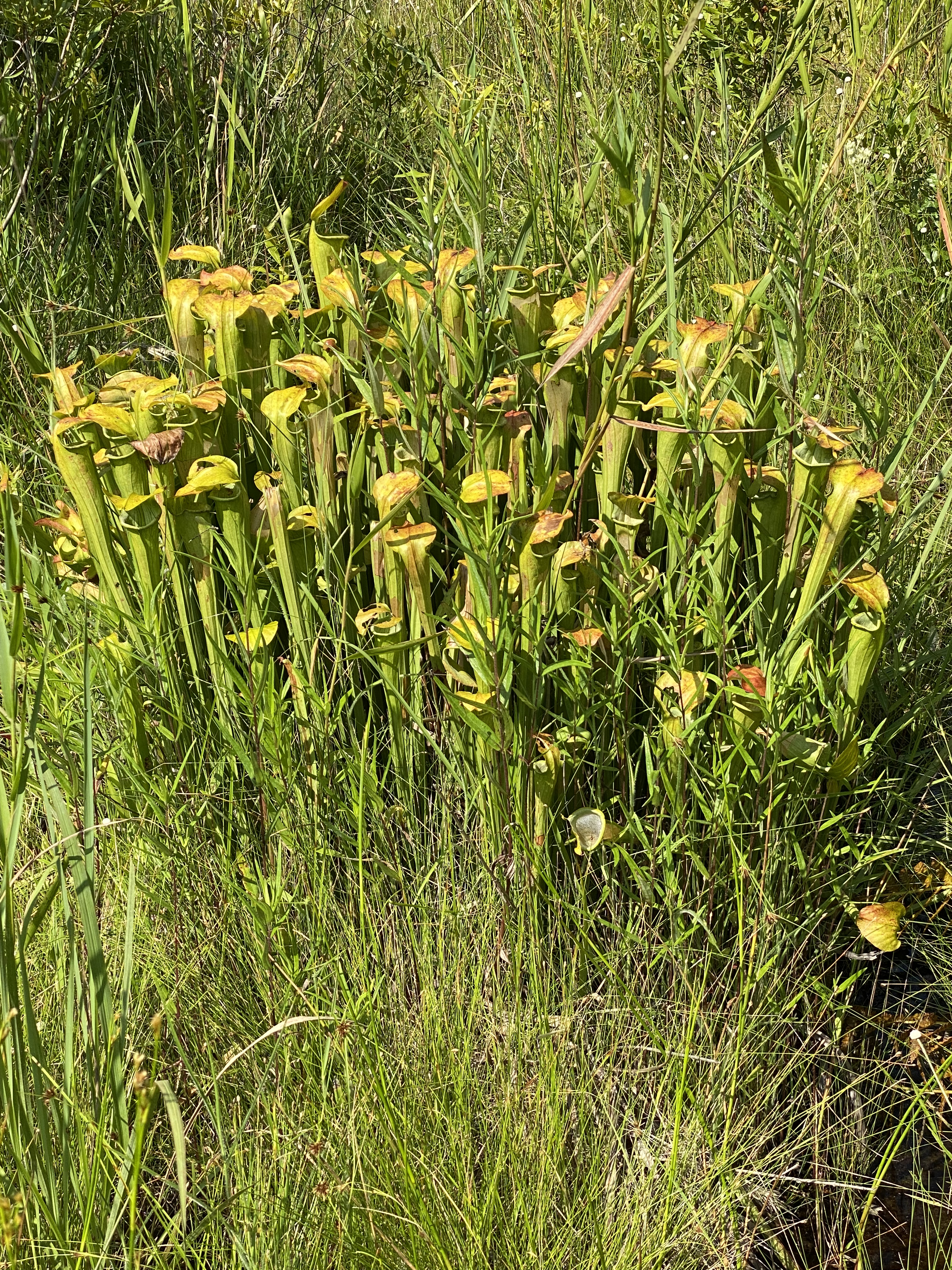
Куртины

Растения формируют густые куртины, имеют корневища диаметром от 0,8 до 1,5 см. Кувшины свисают и появляются вскоре после первого цветения. Кувшины могут быть прямостоячими, их дистальная часть трубки обычно имеет желто-зеленый цвет, иногда с пурпурными линиями, либо может быть пурпурной с сетчатыми прожилками или сильно пурпурной. Кувшины не имеют белых ареол и имеют длину от 15 до 75 см. Поверхность кувшинов может быть голой или мелко опушенной, а их крылья имеют ширину от 1 до 2 см. Отверстие кувшина имеет овальную форму и диаметр от 2 до 5 см. Кайма вокруг отверстия зеленая и плотно закрученная, а дистальнее крыла она либо не вдавлена, либо слегка выемчатая. Капюшон кувшина изогнут в осевом направлении, находится далеко за отверстием и покрывает его. Проксимальные края капюшона обычно желто-зеленые, иногда с пурпурными линиями, или ярко-фиолетовые. Капюшоны яйцевидные, не волнистые, размером от 3,5 до 6 см в длину и от 4 до 6 см в ширину. Они обычно шире, чем длина, и имеют сердцевидное основание. Шейки капюшона не перетянуты и имеют размер от 0,5 до 1 см. Апикулюм (верхняя часть капюшона) имеет длину от 1 до 3 мм, а адаксиальная поверхность капюшона может быть голой или покрытой волосками до 0,5 мм. Филлодии обычно отсутствуют, но иногда присутствуют 1-2. Они прямостоячие, продолговатые и могут достигать размеров до 40 × 1-2 см. Черешки кувшинов имеют длину от 15 до 60 см и короче самых кувшинов. Прицветники имеют размер от 1 до 1,5 см. Цветки имеют умеренно неприятный запах. Чашелистики окрашены в желтовато-зеленый цвет, редко с пурпурным оттенком, и достигают длины от 3 до 6 см и ширины от 2,5 до 4 см. Лепестки могут быть бледными или темно-желтыми, их дистальная часть имеет яйцевидно-округлую форму и размеры 5-7 × 2,2-4 см. Края лепестков цельнокрайние. Диск имеет зеленый цвет и диаметр от 5 до 8 см. Коробочки имеют диаметр от 1,2 до 1,8 см, а семена размером 1,9-2,3 мм. Sarracenia alata цветет в марте-апреле. 

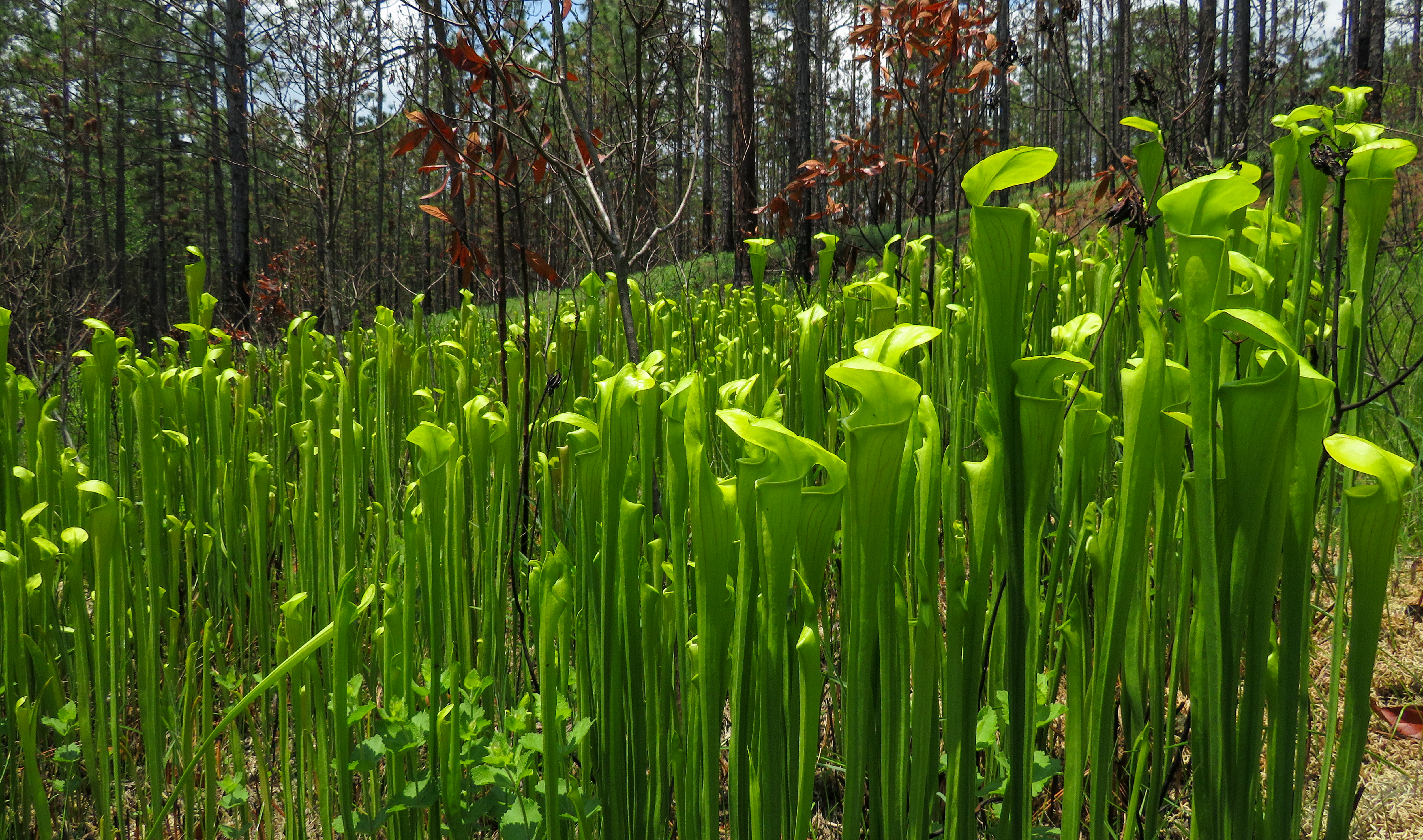
Заросли
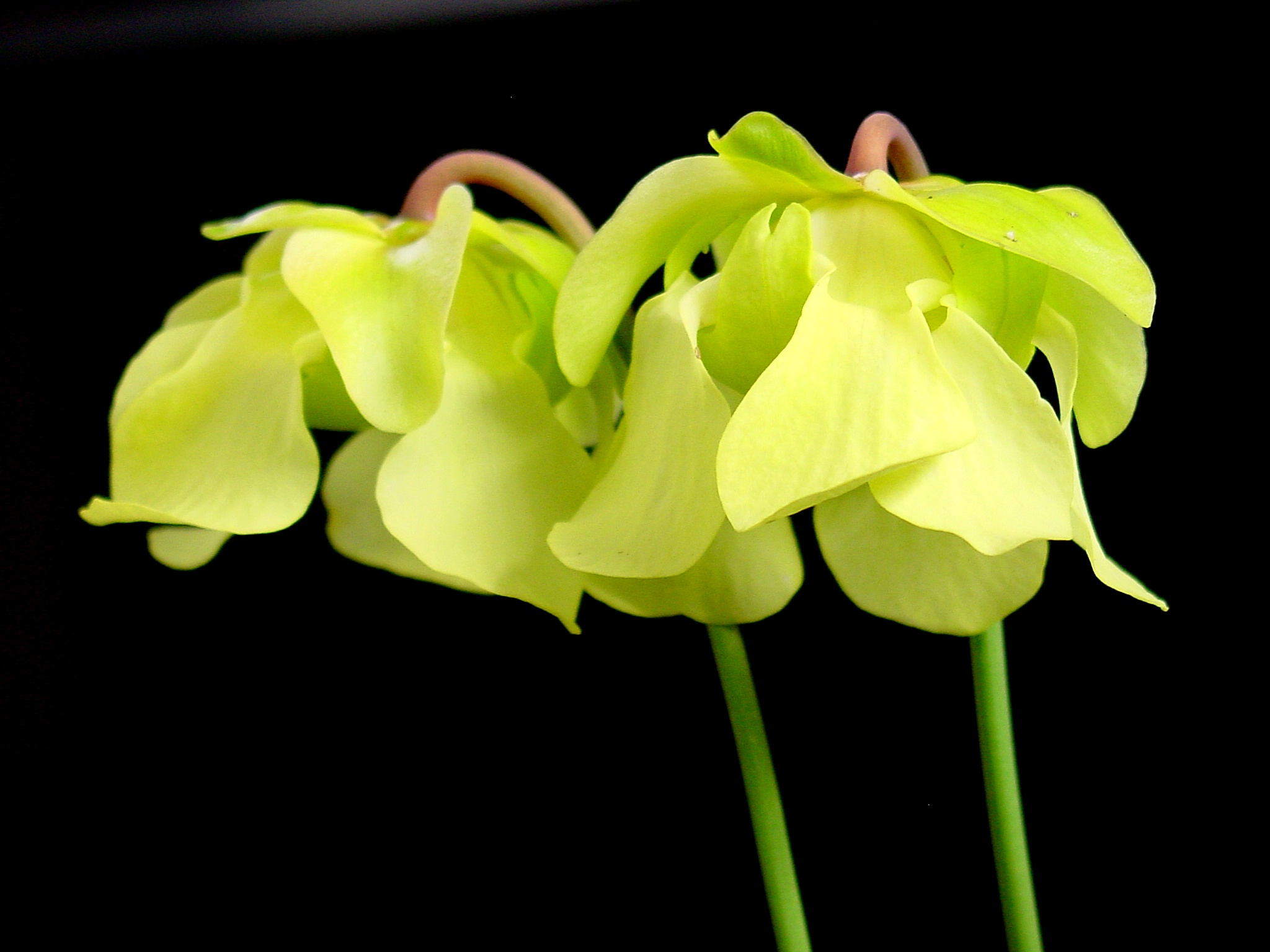
Цветки
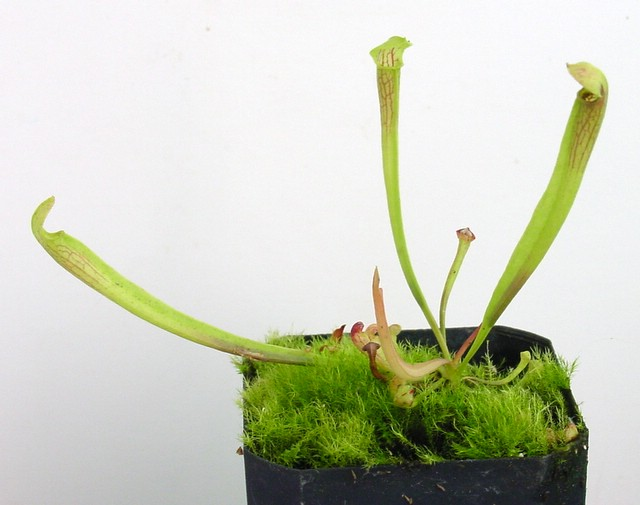
Молодые саженцы

## Распространение и экология
Sarracenia alata произрастает в различных регионах, начиная от округов Болдуин, Мобил и Вашингтон в штате Алабама, через южные штаты Миссисипи и Луизиана, и до округа Робертсон в Техасе.

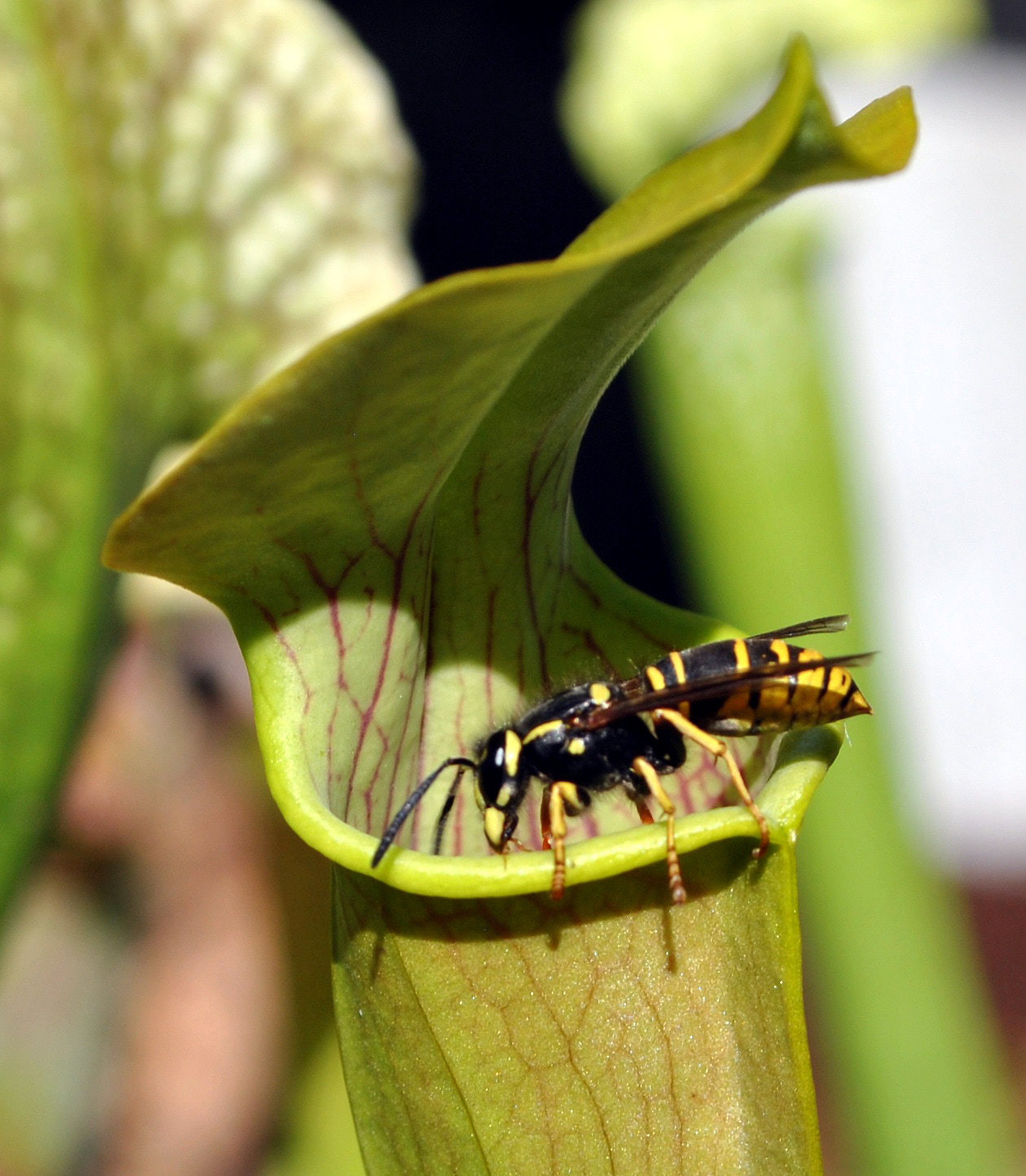
Кувшин

Его ловушки — кувшины. Летом кувшины становятся наиболее крупными. Цветки Sarracenia alata схожи по форме с цветками Sarracenia rubra, но они более крупные. В Техасе этот вид обитает на водно-болотных угодьях, где не встречается длиннолистная сосна, а преобладают ксерофитные виды дуба. Sarracenia alata процветает на болотах, просачиваниях и лугах, где высокий уровень грунтовых вод, поддерживаемый не только дождями, но и просачиванием, обеспечивает влажные условия для растений.

## Таксономия

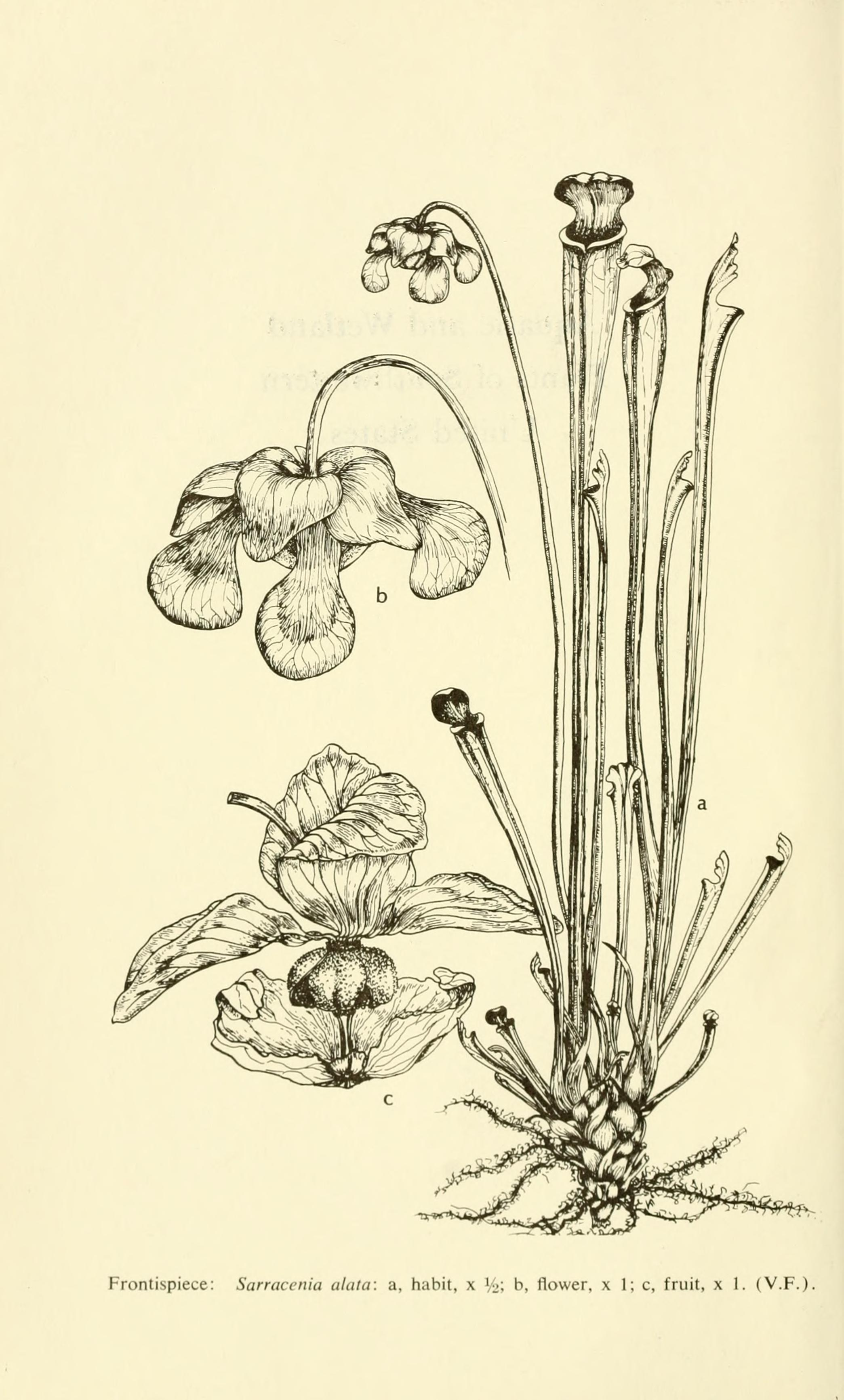
Ботаническая иллюстрация

Sarracenia alata (Alph.Wood) Alph.Wood, первое упоминание в Leaves Flowers: 157 (1863).

### Синонимы
Гомотипные (основанные на одном и том же номенклатурном типе):
- Sarracenia gronovii var. alata Alph.Wood (1861)
- Sarracenia purpurea var. alata (Alph.Wood) Alph.Wood (1870)

Гетеротипные (основанные на разных номенклатурных типах):
- Sarracenia alata var. atrorubra S.McPherson & D.E.Schnell (2011)
- Sarracenia alata var. cuprea S.McPherson & D.E.Schnell (2011)
- Sarracenia alata var. nigropurpurea S.McPherson & D.E.Schnell (2011)
- Sarracenia alata var. ornata S.McPherson & D.E.Schnell (2011)
- Sarracenia alata var. rubrioperculata S.McPherson & D.E.Schnell (2011)
- Sarracenia alata f. viridescens S.McPherson & D.E.Schnell (2011)
- Sarracenia crispata André (1880)
- Sarracenia flava var. crispata (André) Mast. (1881)
- Sarracenia intermedia Bonstedt (1914)
- Sarracenia sledgei Macfarl. (1908)